# València Nova
 (avril 2023).
València Nova (en français : « Valence nouvelle ») est une organisation culturelle et politique valencianiste fondée à Valence en 1904 comme scission de Lo Rat Penat, avec la prétention de s'ériger en continuateur du valencianisme de Constantí Llombart tout en marquant une rupture avec ses conceptions esthétiques et culturelles jugées excessivement provincialistes et succursalistes.

## Historique
Ses fondateurs furent Josep Maria Puig i Torralva, Faustí Barberà i Martí, Francesc Badenes i Dalmau, R. Andrés i Cabrelles, Eduard Boix, Isidre Torres et Francesc Costell. Ses adhérents étaient en majorité des membres de la petite bourgeoisie, des artisans ou des étudiants et sa conception de la question valencienne oscillait entre régionalisme et nationalisme. Son principal organe d'expression était le journal València Nova.
Miquel Duran i Tortajada et Faustí Barberà i Martí en furent les présidents. Parmi ses membres figuraient Carles Guastavino, A. Mateu i Ferrer, Lluís Mora, Carles Günter, Rossend Gumiel i Enguix et Josep Arnal. 
València Nova adhéra au Premier congrès international de la langue catalane célébré en octobre 1906 et organisa la première Assemblée régionaliste valencienne en 1907, à laquelle assistèrent plusieurs délégués d'entités catalanistes.
À la suite de celui-ci, València Nova se refonda la même année sous le nom de Centre Regionalista Valencià (Centre régionaliste valencien) dans l'optique d'acquérir un plus grand protagonisme dans le panorama politique de la région, à la manière de la coalition Solidaritat Catalana de Catalogne. Son secrétaire fut Miquel Duran i Tortajada. Il échoua dans sa tâche en raison d'un manque de soutien populaire et de la vive opposition du blasquisme.